# The King and Eye
Albums de The Residents
God in Three Persons
(1988) Freak Show
(1990)
The King and Eye est un album des Residents, sorti en 1989.
Les Residents parodient Elvis Presley et lui rendent hommage en reprenant seize de ses chansons.

## Titres
1. Blue Suede Shoes
2. The Baby King part 1
3. Don't Be Cruel
4. Heartbreak Hotel
5. All Shook Up
6. Return to sender
7. The Baby King part 2
8. Teddy Bear
9. Devil in diguise
10. Stuck on you
11. Big Hunk o'Love
12. A Fool such as I
13. The Baby King part 3
14. Little Sister
15. His latest Flame
16. Burning Love
17. Viva Las Vegas
18. The Baby King part 4
19. Love Me Tender
20. The Baby King part 5
21. Hound Dog

## Musiciens
- The Residents
- Laurie Amat - chants
- Bruce Anderson - guitare